# (8143) Nezval
(8143) Nezval est un astéroïde de la ceinture principale.

## Description
(8143) Nezval est un astéroïde de la ceinture principale. Il fut découvert le 11 novembre 1982 à l'Observatoire Kleť par Antonín Mrkos. Il présente une orbite caractérisée par un demi-grand axe de 2,43 UA, une excentricité de 0,20 et une inclinaison de 3,0° par rapport à l'écliptique.

## Compléments